# Guildhall School of Music and Drama
La Escuela de Guildhall de Música y Drama  (en inglés: Guildhall School of Music and Drama, GSMD) es una escuela de música y artes dramáticas británica. Fundada en 1880 en la ciudad de Londres, la primera Escuela Guildhall se encontraba en un viejo almacén de Aldermanbury; sin embargo, dichas instalaciones pronto quedaron demasiado exiguas, por lo que Sir Horace Jones, arquitecto de la City, diseñó un edificio de nueva planta en la calle John Carpenter, el cual abrió sus puertas en 1886.
Con anterioridad a 1935 fue conocida como la Guildhall School of Music. 
La GSMD ofrece cursos de graduado y postgraduado, colabora (junto con el Trinity College of Music) como centro público examinador, y tiene un departamento para niños y jóvenes.

## Graduados notables

### Música
- Alison Balsom
- Thomas Adès
- Jacqueline du Pré
- Dido
- James Galway
- Harry Gregson-Williams
- Bryn Terfel
- George Martin
- Paul Lewis
- Tasmin Little
- Kate Royal
- Howard Williams
- Ara Malikian
- Harri Kahlos

### Actores & actrices
- Naveen Andrews – (Lost, El paciente inglés)
- Hayley Atwell – (Agent Carter, The Duchess)
- Simon Russell Beale – (Penny Dreadful, Into the Woods)
- Orlando Bloom – (The Lord of the Rings, Pirates of the Caribbean)
- Daisy Burrell – (El valle del terror, 1916)
- Daniel Craig – (James Bond, The Girl with the Dragon Tattoo)
- Peter Cushing – (Star Wars, Dracula)
- Michelle Dockery – (Downton Abbey, Non-Stop)
- Anya Chalotra – (The Witcher)
- Joseph Fiennes – (Shakespeare in Love, Enemy at the Gates)
- Lennie James – (Snatch, The Walking Dead)
- Damian Lewis – (Band of Brothers, Homeland)
- Ewan McGregor – (Big Fish, Star Wars)
- Alfred Molina – (Spider-Man 2, Chocolat)
- Marina Sirtis – (Star Trek, Gargoyles)
- David Thewlis – (Harry Potter, Seven Years in Tibet)
- Dominic West - (The Wire, The Affair)
- Jodie Whittaker (Doctor Who)
- Lily James - (Downton Abbey, Mamma Mia! Here We Go Again)
- Shaun Evans - (Endeavour)